# سيسلرية خريفية
سيسلرية خريفية (الاسم العلمي:Sesleria autumnalis) هي نوع من النباتات تتبع جنس السيسلرية من الفصيلة النجيلية.